# Çorum (provincie)
Çorumská provincie je tureckou provincií, nachází se v severní části Malé Asie. Rozloha provincie činí 12 833 km2, v roce 2000 zde žilo 597 65 obyvatel.
Na území provincie leží Chattušaš, hlavní město Chetitské říše.

## Administrativní členění
Çorumská provincie se administrativně člení na 14 distriktů:
- Çorum
- Alaca
- Bayat
- Boğazkale
- Dodurga
- İskilip
- Kargı
- Laçin
- Mecitözü
- Oğuzlar
- Ortaköy
- Osmancık
- Sungurlu
- Uğurludağ